# Kathleen Nord
Kathleen Nord (Magdeburgo, 26 de dezembro de 1965 – Elmshorn, 24 de fevereiro de 2022)foi uma nadadora alemã, campeã olímpica dos 200 metros borboleta em Seul 1988. Nord morreu em 24 de fevereiro de 2022, aos 56 anos de idade.